# Nattavaara kyrkobokföringsdistrikt
Nattavaara kyrkobokföringsdistrikt var ett kyrkobokföringsdistrikt (ofta förkortat kbfd) i Gällivare församling i Luleå stift. Dessa distrikt utgjorde delar av en församling i Sverige som i folkbokföringshänseende var likställd med en församling. Distriktet bildades den 1 januari 1951 (enligt beslut den 22 september 1950) genom utbrytning ur huvudsakligen Gällivare kyrkobokföringsdistrikt samt en del av Niilivaara kyrkobokföringsdistrikt (Purnuvaara by omfattande en areal av 16,43 km² land, varav 16,43 km² land och med 139 invånare den 31 december 1950) och avskaffades 1 juli 1991 när det återigen ingick i Gällivare församling, samtidigt som Sveriges indelning i kyrkobokföringsdistrikt upphörde.
1 januari 1973 inkorporerades Vitträsks kyrkobokföringsdistrikt.
Nattavaara kyrkobokföringsdistrikt hade enligt Skatteverket och Statistiska centralbyrån (år 1971) församlingskoden 252302

## Areal
Nattavaara kyrkobokföringsdistrikt omfattade den 1 januari 1961 en areal av 1 606,00 km², varav 1 586,00 km² land. Den 1 januari 1986 omfattade kyrkobokföringsdistriktet en areal av 2 723,0 km², varav 2 690,0 km² land.

## Befolkningsutveckling
| Befolkningsutvecklingen i Nattavaara kyrkobokföringsdistrikt 1950–1990 | Befolkningsutvecklingen i Nattavaara kyrkobokföringsdistrikt 1950–1990 | Befolkningsutvecklingen i Nattavaara kyrkobokföringsdistrikt 1950–1990 | Befolkningsutvecklingen i Nattavaara kyrkobokföringsdistrikt 1950–1990 | Befolkningsutvecklingen i Nattavaara kyrkobokföringsdistrikt 1950–1990 |
| --- | ---------------------------------------------------------------------- | ---------------------------------------------------------------------- | ---------------------------------------------------------------------- | ---------------------------------------------------------------------- |
| |                                                                        |                                                                        |                                                                        |                                                                        |
| År |                                                                        |                                                                        | Folkmängd                                                              |                                                                        |
| 1950 | 1950                                                                   |                                                                        | 1 386                                                                  |                                                                        |
| 1955 | 1955                                                                   |                                                                        | 1 390                                                                  |                                                                        |
| 1960 | 1960                                                                   |                                                                        | 1 214                                                                  |                                                                        |
| 1965 | 1965                                                                   |                                                                        | 963                                                                    |                                                                        |
| 1970 | 1970                                                                   |                                                                        | 735                                                                    |                                                                        |
| 1975 | 1975                                                                   |                                                                        | 850                                                                    |                                                                        |
| 1980 | 1980                                                                   |                                                                        | 737                                                                    |                                                                        |
| 1985 | 1985                                                                   |                                                                        | 633                                                                    |                                                                        |
| 1990 | 1990                                                                   |                                                                        | 560                                                                    |                                                                        |
| Anm: 1950 avser befolkning enligt folkräkning den 31 december enligt den administrativa indelningen den 1 januari 1952. 1955 avser den kyrkobokförda befolkningen den 31 december enligt den administrativa indelningen den 1 januari följande år. 1960, 1965 och 1970 avser befolkning enligt folkräkning den 1 november enligt den administrativa indelningen den 1 januari följande år. För åren 1975-1990: befolkning enligt 31 december enligt den administrativa indelningen den 1 januari följande år. |                                                                        |                                                                        |                                                                        |                                                                        |